# Frank North
Frank Joshua North (1840-1885), était un interprète américain, officier de l'armée des États-Unis et homme politique. Il est surtout connu pour l'organisation et le commandement des Pawnee Scouts de 1865 à 1877. Son frère Luther H. North a également commandé les Scouts.

## Début de sa vie
Frank Joshua North est né à Manhattan, New York le 10 mars 1840. Il avait un frère aîné, James E. North, né dans l'Ohio, où leurs parents Thomas J. et Jane E. North avaient emménagé, quittant le comté de Tompkins où ils étaient nés. Ses parents sont retournés en Ohio, où son frère Luther H. North est né, suivi par deux sœurs. En 1856, à l'âge de 16 ans, Frank part vers le Nebraska et travaille en tant que transporteur, transportant des marchandises entre Omaha et Fort Kearny. Pendant ce temps, North rencontre les Indiens Pawnees, se lie d'amitié avec eux et apprend la langue pawnee. En 1860, North part travailler comme commis et interprète à l'agence du commerce Pawnee, à Genoa.

## Carrière militaire
En 1864, le major général Samuel R. Curtis approche North et lui demande de structurer une compagnie d'éclaireurs pawnees au sein de l'armée de l'Union. En 1865, il crée la Compagnie A des Pawnee Scouts, et est nommé au grade de premier lieutenant, puis capitaine. Pendant son commandement des scouts, le capitaine North prit part au combat de Crazy Woman's Fork, participa au massacre de la Powder River et combattit dans la bataille de la Tongue River. Tous ces combats eurent lieu en 1865, dans le Territoire du Dakota. Le 11 juillet 1869, il participa, avec ses scouts, à la bataille de Summit Springs dans le Colorado. À l'issue de la bataille, North prétend avoir tué le chef cheyenne Tall Bull. Il a également participé à la bataille de Dull Knife le 25 novembre 1876. Frank North fut promu au grade de major et quitta l'armée en 1877.

## Sa vie après l'armée
Frank North a effectué un mandat dans l'Assemblée législative du Nebraska de 1871 à 1872. Il était alors copropriétaire avec William F. Cody d'un ranch de bovins dans l'ouest du Nebraska sur la Dismal River. Il revendit son affaire en 1882, puis rejoint Buffalo Bill dans son spectacle en tant que gestionnaire des Amérindiens. Il fut gravement blessé dans un accident de cheval à Hartford dans le Connecticut en 1884. Il décéda, des suites de ses blessures et d'une maladie, le 15 mars 1885, à Columbus dans le Nebraska,.